# Francesc Fàbregas i Monegal
|  | Aquest article tracta sobre el jugador d'hoquei herba nascut el 1977. Vegeu-ne altres significats a «Francesc Fàbregas». |

Francesc Fàbregas i Monegal, conegut com a Quico Fàbregas, (Barcelona, Catalunya, 1977) és un jugador d'hoquei sobre herba català, guardonat amb una medalla olímpica.

## Biografia
Va néixer el 14 d'octubre de 1977 a la ciutat de Barcelona. És fill del també jugador d'hoquei sobre herba i medallista olímpic Francesc Fàbregas i Bosch i cosí d'Àlex Fàbregas.

## Carrera esportiva
Membre del Reial Club de Polo de Barcelona va participar, als 22 anys, en els Jocs Olímpics d'Estiu de 2000 a Sydney (Austràlia), on finalitzà novè en la competició masculina d'hoquei sobre herba. En els Jocs Olímpics d'Estiu de 2004 a Atenes (Grècia) finalitzà en quarta posició, així va guanyar un diploma olímpic, i en els Jocs Olímpics d'Estiu de 2008 a Pequín (República Popular de la Xina) va obtenir la medalla d'argent.
Al llarg de la seva carrera ha guanyat dues medalles en el Campionat del Món d'hoquei sobre herba i dues més en el Campionat d'Europa, així com quatre medalles en el Champions Trophy.